# Olof Arborelius
Olof Per Ulrik Arborelius, född 4 november 1842 i Orsa, död 2 juni 1915 i Stockholm, var en svensk folklivs- och landskapsmålare och professor vid Konstakademien i Stockholm 1902–1909.

## Familj
Släkten Arborelius härstammar från Arboga. Olof Arborelius var son till prästen och dialektforskaren Olof Ulric Arborelius och dennes tredje hustru  Charlotta Dorotea Friman samt bror till arkitekten Rudolf Arborelius. Han gifte sig år 1873 med sin kusin Hedvig Maria Arborelius.

## Yrkesliv och gärning
Efter sju års studier vid Konstakademien for Arborelius på en treårig studieresa i Europa. När han år 1872 återkom till Sverige blev han utnämnd till agré vid Konstakademien. Han var under några år verksam som överlärare där och vid Kungliga Tekniska högskolan i Stockholm. År 1902 utnämndes han till professor vid Konstakademien.
Olof Arborelius formades av det svenska genremåleriet på 1860-talet och anslöt nära till Düsseldorfskolan. Han anslöt sig visserligen tidigt till opponentrörelsen på 1880-talet men influerades mycket lite av det impressionistiska måleriet. I motivvalen tog han dock till sig opponenternas fria realism. Under senare år utvecklade han allt klarare färger och en större monumentalitet i kompositionerna.
Särskilt Fritz von Dardel kritiserade särskilt användandet av den gröna färgen. Kännetecknande för hans verk är folklivsmotiv från hembygden i Dalarna.
Arborelius är företrädd i flera offentliga samlingar, däribland Nationalmuseum, Göteborgs konstmuseum, Örebro läns museum, Norrköpings Konstmuseum, Ateneum i Helsingfors, Upplandsmuseet,
Uppsala universitetsbibliotek och
Nordiska museet
Efterlevande till konstnären har vid flera tillfällen skänkt material till Konstakademien. Här ingår flera skissböcker från ungdomsåren. I en av Olof Arborelius skissböcker fann man 1998 att konstnären klistrat in åtskilliga frimärken på ett uppslag. Frimärkena, 22 till antalet, kommer alla från olika europeiska länder och är utgivna på 1850-talet. Troligen har de satts på plats 1858, glömts bort och förblivit orörda under 140 år. Detta är förmodligen den äldsta frimärkssamling i världen som finns kvar i sitt originalskick. Konstakademien har sedan 1999 deponerat den här skissboken på Postmuseum i Stockholm.

## Bildgalleri

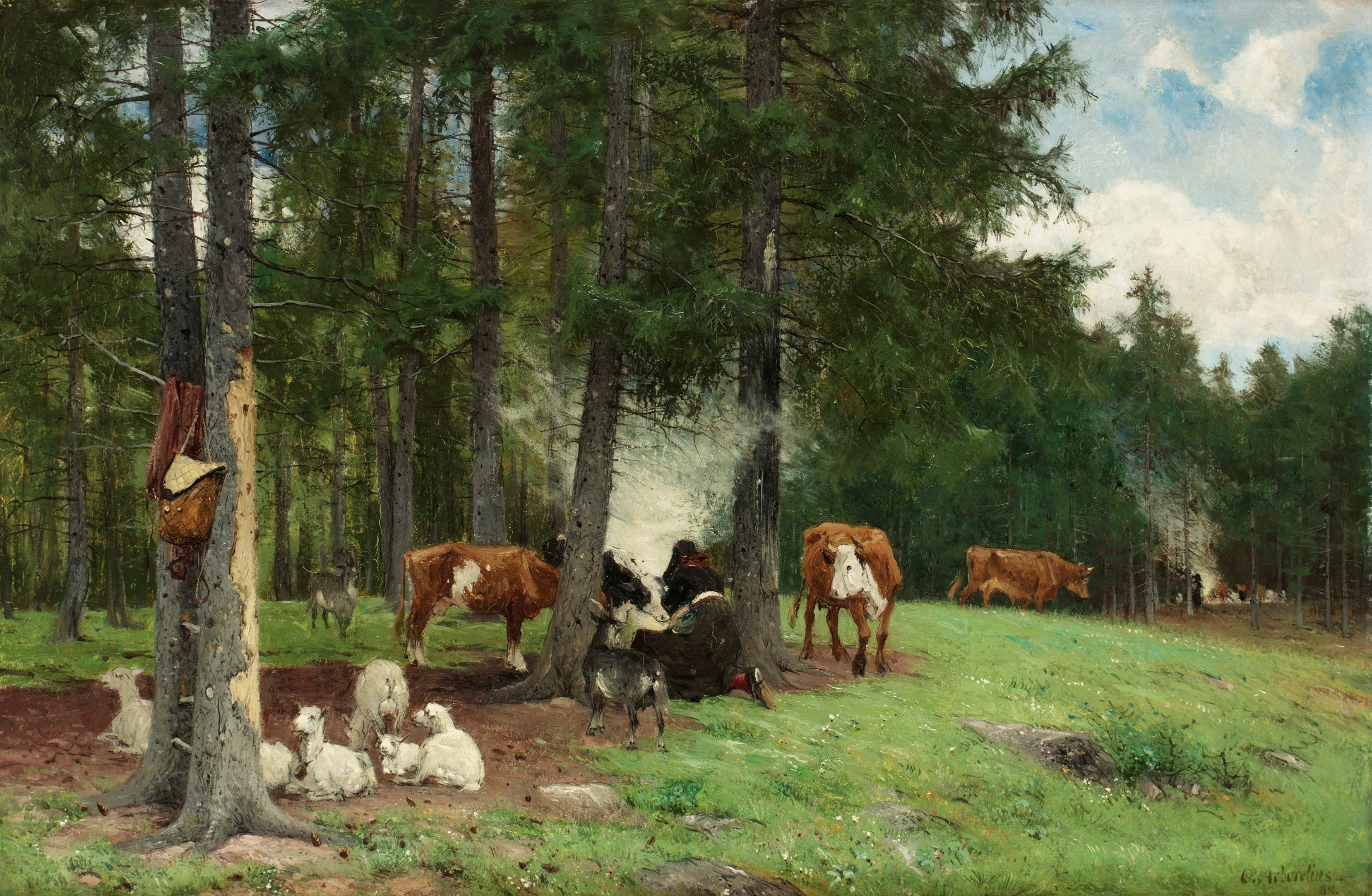
Vallflicka med boskap (1890)
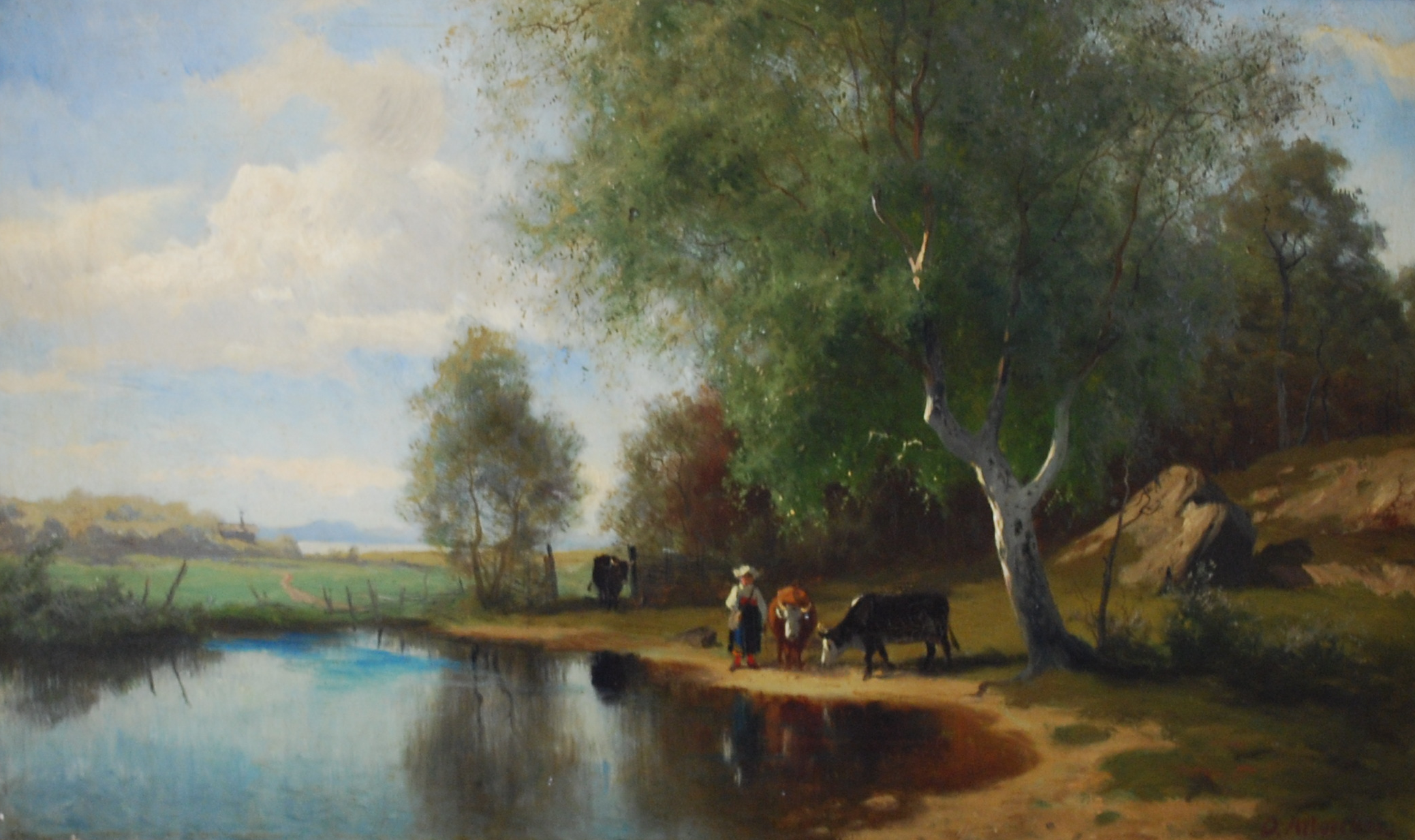
Vallflicka vid vattnet
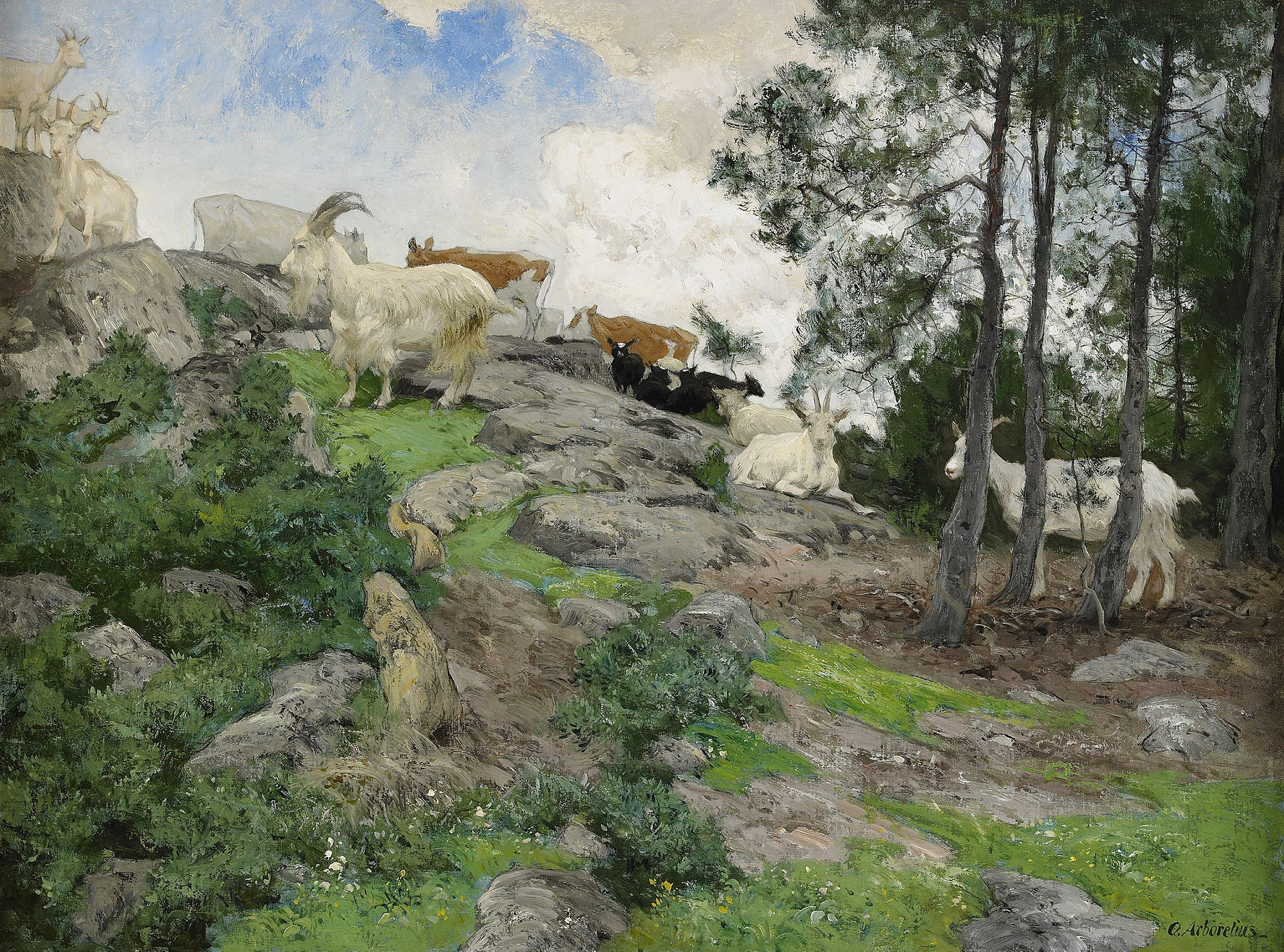
Getter på grönbete
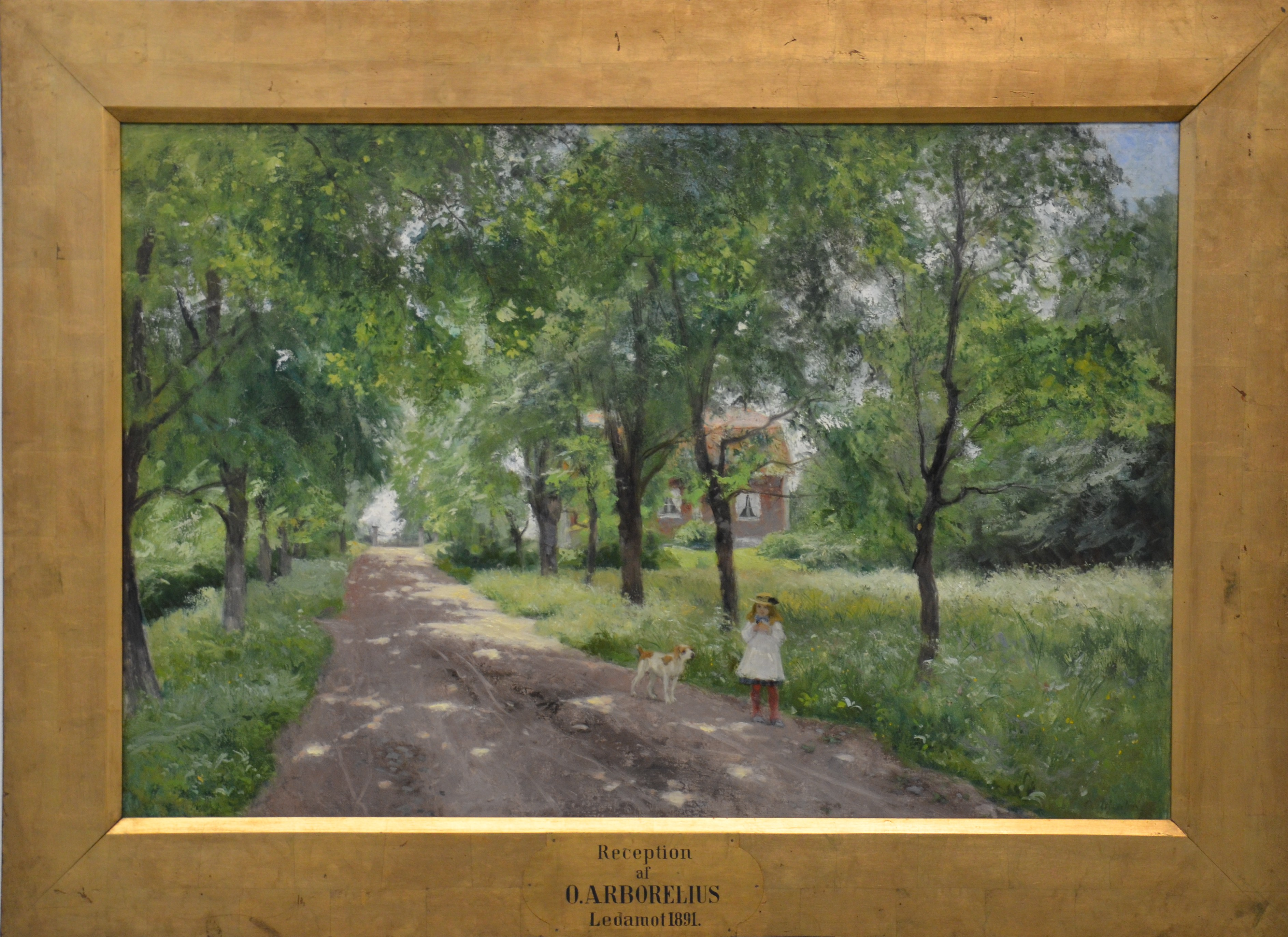
Alléen, Engelsberg 1893
Sverigetavlan, sjövy vid Engelsberg
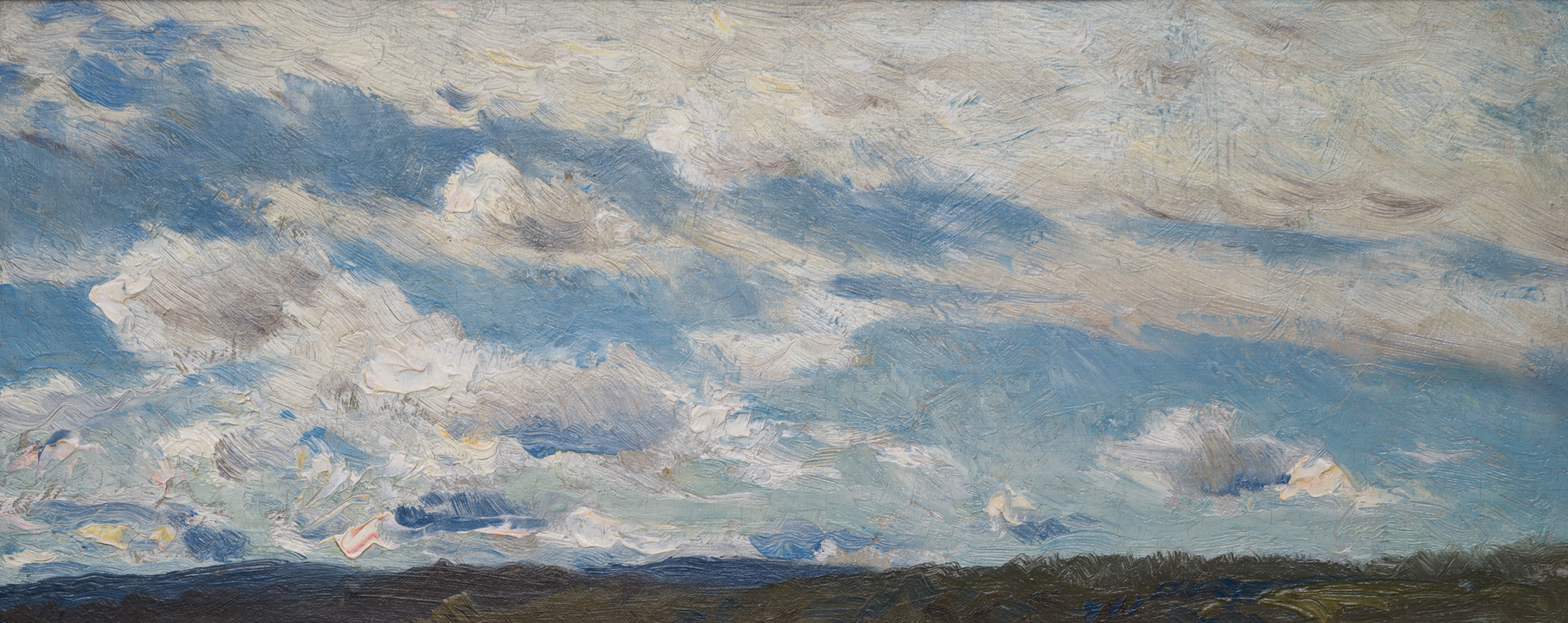
Molnstudie